# The Little Orphan
The Little Orphan es un cortometraje animado de la serie Tom y Jerry, estrenado el 30 de abril de 1949 por Metro-Goldwyn-Mayer. Fue producido por Fred Quimby y dirigido por William Hanna y Joseph Barbera, con la supervisión musical de Scott Bradley y animación de Irven Spence, Kenneth Muse, Ed Barge y Ray Patterson. 
El corto ganó el Óscar al mejor cortometraje animado de 1948, siendo el quinto de Tom y Jerry. Aunque fue estrenado en 1949, ganó el Óscar del año anterior. Esto fue debido a que se mostró antes de su estreno para la ronda de calificación de 1948.

## Trama
The Little Orphan muestra a Jerry haciéndose cargo de Nibbles en vísperas del Día de Acción de Gracias. Sin embargo, Nibbles, como dice la nota en su bufanda, siempre está hambriento. Jerry intenta alimentar al pequeño ratón con su comida, pero sus reservas están vacías. Cautelosamente, los dos ratones salen del agujero y llegan donde dormía Tom, junto al gato hay un tazón de leche y Nibbles lo bebe. Luego, ambos ratones se visten como peregrinos y van al comedor donde estaba servido un banquete. El problema comienza cuando Nibbles come una naranja completa, y Jerry la saca con un cuchillo, pero la naranja sale directamente hacia Tom despertándolo.
Luego de ser despertado, Tom espía a los dos ratones, y, usando un plumero a modo de jefe indio captura a Nibbles. Jerry lanza un corcho de champaña a la cara de Tom. Tom atrapa a Jerry, pero Nibbles lo ataca con un tenedor. Tom agarra el tenedor y atrapa a Nibbles por el pañal. Cuando Tom atrapa a Nibbles, Jerry golpea fuertemente al gato con una cuchara en la cara.
Tom comienza a lanzar "flechas" con fuego, quemando los escondites de los ratones. Tom atrapa nuevamente a Jerry y Nibbles le lanza un pastel en la cara. Nibbles lanza una vela a Tom y este se quema, por lo que aparece luego con la cara negra (razón por la que fue censurada). Finalmente, Nibbles lanza una botella de champagne que golpea a Tom y este se rinde con una bandera blanca.
En la escena final, Tom, Jerry y Nibbles están agradeciendo en la mesa. Cuando Nibbles finaliza, se come rápidamente un gran pavo antes de que Jerry o Tom puedan probarlo.

## Comentarios
El cortometraje fue rehecho en Cinemascope en 1956, utilizando líneas más delgadas y fondos elaborados, como Feedin' The Kiddie.
Las actuales repeticiones en TV y DVD cortan la escena donde Tom queda con la cara negra, debido a que es considerada racista.